# Perewalowo (Kaliningrad, Prawdinsk)
Perewalowo (Перевалово, deutsch Schwönau) war ein Ort in der russischen Oblast Kaliningrad (Gebiet Königsberg (Preußen)). Seine Ortsstelle liegt im Munizipalkreis Rajon Prawdinsk (Stadtkreis Friedland).

## Geographische Lage
Die Ortsstelle Perewalowos liegt am Flüsschen Zaprudnaja (deutsch Schwöne) in der südlichen Mitte der Oblast Kaliningrad, neun Kilometer nordwestlich der früheren Kreis- und heutigen Rajonshauptstadt Prawdinsk (deutsch Friedland) bzw. 27 Kilometer nördlich der zwischenzeitlichen (1927 bis 1945) und heute auf polnischem Staatsgebiet gelegenen Kreismetropole Bartenstein (polnisch Bartoszyce).

## Geschichte
Für das seinerzeit Engelswalde genannte Dorf wurde 1353 die Handfeste ausgegeben. Nach 1353 hieß der Ort Dorf zur Schwene, nach 1409 Swene, vor 1467 Schonaw, nach 1467 Schwoenau und nach 1820 bis 1950 Schwönau. Im Jahre 1874 wurde die Landgemeinde Schwönau in den neu errichteten Amtsbezirk Lisettenfeld (russisch Koschewoje) im ostpreußischen Kreis Friedland (1927 bis 1945 „Kreis Bartenstein“) eingegliedert. Das Dorf Schwönau zählte im Jahre 1910 insgesamt 409 Einwohner.
Am 4. Mai 1930 wurde der Amtsbezirk Lisettenfeld offiziell in „Amtsbezirk Schwönau“ umbenannt. Zu seinem Bereich gehörten bis 1945 die drei Orte Heinrichsdorf (russisch Rownoje), Schwönau und Sommerfeld (russisch Gruschewka).
Die Einwohnerzahl Schwönaus belief sich im Jahre 1933 auf 370 und im Jahre 1939 auf 327.
In Kriegsfolge kam 1945 das gesamte nördliche Ostpreußen zur Sowjetunion. Schwönau erhielt im Jahre 1950 die russische Namensform „Perewalowo“. Bereits ab 1947 gehörte das Dorf zum Poretschenski selski sowet/okrug (Dorfsowjet Allenau). Hier verliert sich noch vor 1975 seine Spur. Der Ort gilt als wüst. Seine Ortsstelle liegt im Gebiet des Munizipalkreises Rajon Prawdinsk (Stadtkreis Friedland) in der Oblast Kaliningrad (Gebiet Königsberg (Preußen)).

## Religion
Christentum
Bis 1945 war Schwönau in die evangelische Kirche Stockheim (russisch Saizewo) in der Kirchenprovinz Ostpreußen der Kirche der Altpreußischen Union, außerdem in die römisch-katholische Kirche Friedland eingepfarrt.

## Verkehr
Die Ortsstelle Perewalowos liegt an der 27A-083 (ex A 196), die von Kaliningrad (Königsberg) bis nach Krylowo (Nordenburg) an der russisch-polnischen Grenze führt. In Perewalowo endet außerdem eine von Oktjabrskoje (Klein Schönau) herführende Straße, ebenso eine Nebenstraße von Gruschewka (Sommerfeld).